# 活字文書読み上げ装置
活字文書読み上げ装置（かつじぶんしょよみあげそうち）は、音声コード（高密度二次元コード）の画像データをCCD光学スキャナで読み取り、音声に変換して出力する装置である。2003年に厚生労働省の視覚障害者用「日常生活用具給付事業」の対象機器となった。

## 開発
- 1994年 - 日本視覚障がい情報普及支援協会の溝口偦（さとし）が「活字文書読み上げ装置」の概念を考案して特許を出願する。
- 1996年 - 伊藤忠エレクトロニクス及び株式会社フェルモが共同で第一号機の試作に着手した。
- 2000年 - 福祉機器コンテスト（日本リハビリテーション工学協会主催・厚生労働省後援）において、「活字文書読上げ装置」の第一号機が開発機器部門「最優秀賞」を受賞。 これにより、活字文書読上げ装置は公開技術となる。
- 2002年 - 株式会社廣済堂が第二号機を発表し「スピーチオ」と命名する。
- 2003年 - 厚生労働省の「日常生活用具給付事業」の対象機器となる。
- 2005年 - 日本福祉サービス株式会社が第三号機を開発し「テルミー」と命名する。「テルミー」は二段階の輝度調整機能を備え、音声コードの読み取り精度を向上させている。